# علم الجبال
وصف الجبال أو علم الجبال أو الأوروغرافيا (بالإنجليزية: Orography)‏، هو فرع من فروع علم تشكل الأرض يتناول تنسيق وطبيعة التلال والجبال. تتعلق الأوروغرافيا بمنطقة ما بدراسة أراضيها المرتفعة. يُظهر الرسم الأوَّلي المُرفق لأوروغرافيا شرق سيبيريا والمناطق المتاخمة لها التلال والسهول والأراضي المنخفضة وسلاسل الجبال وغيرها من الملامح. كذلك تَظهر المراكز الإقليمية والمقاطعات والحصون والقرى القوقازية ومراكز الحراسة والمصانع والمنشآت والمناجم وحقول الذهب والأديرة والطرق البريدية والريفية. ولعلم الجبال أهمية كُبرى؛ فالجبال والتلال تحدد جهة الرياح الموسمية في المنطقة وهي إحدى عوامل التحكم في المناخ.